# Hegyfalu vasútállomás
Hegyfalu vasútállomás egy Vas vármegyei vasútállomás, Hegyfalu településen, a GYSEV üzemeltetésében.
A község keleti szélén helyezkedik el, a lakott terület szélétől körülbelül egy kilométerre; közúti elérését a 86-os főút felől egy pár száz méter hosszúságú út, a 84 331-es számú mellékút biztosítja.
Korábban megközelíthető volt a 84-es főútról is, egy, az előbbinél is jóval rövidebb bekötőúton, de ez az elérési lehetőség 2015-ben, e főút itteni vasúti felüljárójának megépítésével párhuzamosan megszűnt.

## Vasútvonalak
Az állomást az alábbi vasútvonalak érintik:
- Hegyeshalom–Porpác-vasútvonal

## Kapcsolódó állomások
A vasútállomáshoz az alábbi állomások vannak a legközelebb:
- Pósfa megállóhely (Hegyeshalom–Porpác-vasútvonal)
- Vasegerszeg megállóhely (Hegyeshalom–Porpác-vasútvonal)

## Forgalom
| Járat        | Útvonal | Gyakoriság                                       |
| ------------ | --- | ------------------------------------------------ |
| személyvonat | Szombathely – Vép – Porpác – Ölbő-Alsószeleste – Pósfa – Hegyfalu – Vasegerszeg – Vámoscsalád – Répcelak – Csánig (– Dénesfa) – Beled – Vica (– Páli-Vadosfa) – Magyarkeresztúr-Zsebeháza – Szil-Sopronnémeti – Csorna                                                                       | Kb. 2-4 óránként                                 |
| személyvonat | Szombathely → Hegyfalu → Répcelak → Csánig → Beled → Vica → Magyarkeresztúr-Zsebeháza → Szil-Sopronnémeti → Csorna | Munkanapokon 1 Csorna felé                       |
| személyvonat | Szombathely – Vép – Porpác – Ölbő-Alsószeleste – Pósfa – Hegyfalu – Vasegerszeg – Vámoscsalád – Répcelak – Csánig (← Dénesfa) – Beled – Vica (← Páli-Vadosfa) – Magyarkeresztúr-Zsebeháza – Szil-Sopronnémeti – Csorna – Bősárkány – Hanságliget – Jánossomorja – Mosonszolnok – Hegyeshalom | Napi 1 Hegyeshalom felé, napi 4 Szombathely felé |